# Japan Open Tennis Championships 1993
Il Japan Open Tennis Championships 1993 è stato un torneo di tennis giocato sul cemento. È stata la 21ª edizione del Japan Open Tennis Championships, che fa parte della categoria Championship Series nell'ambito dell'ATP Tour 1993 e della Tier III nell'ambito del WTA Tour 1993. Sia il torneo maschile che quello femminile si sono giocati all'Ariake Coliseum di Tokyo in Giappone, dal 4 all'11 aprile 1993.

## Campioni

### Singolare maschile
Pete Sampras ha battuto in finale  Brad Gilbert con il punteggio di 6–2, 6–2, 6–2

### Doppio maschile
Ken Flach /  Rick Leach hanno battuto in finale  Glenn Michibata /  David Pate con il punteggio di 2–6, 6–3, 6–4

### Singolare femminile
Kimiko Date ha battuto in finale  Stephanie Rottier con il punteggio di 6–1, 6–3

### Doppio femminile
Ei Iida /  Maya Kidowaki hanno battuto in finale  Li Fang /  Kyōko Nagatsuka con il punteggio di 6–2, 4–6, 6–4